# Motvarjevci
Motvarjevci este o localitate din comuna Moravske Toplice, Slovenia, cu o populație de 189 de locuitori.